# Anglicisme
Un anglicisme és un mot o construcció que ve de l'anglès com a manlleu lingüístic o calc semàntic incorporat totalment o parcialment en una altra llengua.
Un exemple en català n'és futbol, que és l'adaptació o manlleu de football adaptat a les normes de la fonètica i l'ortografia catalana. Encara que el contacte entre l'anglès i les altres llengües és constant, la major part dels anglicismes es van importar a partir del segle xix, amb l'imperialisme i el clímax dels Estats Units d'Amèrica i després amb la dominació anglosaxona de camps com la tecnologia i l'arribada de l'spanglish. Una altra font sont les males traduccions o calcs de l'anglès cap a les altres llengües europees, per mandra de prendre un diccionari o més recentment per via traducció automàtica.
L'anglès aporta des de molt de temps un important al lèxic català modern i altres llengües del món, una tendència que s'ha accelerat amb les noves tecnologies. Són, per exemple, anglesos la majoria de termes que s'usen en informàtica, com en tecnologia –especialment electrònica– i en l'esport. Però no solament en aquests camps, sinó gairebé en qualsevol camp de referència en la vida moderna: bar, boicot, càmping, pàrquing, càsting, míting, màiling, dòping, club, còctel, eslògan, esnob, film, estoc, clip (de vídeo), interviu, líder, recital, tiquet, iot, xou…
Els anglicismes poden afectar tots els nivells de la llengua, de la fonètica a la sintaxi, passant pel vocabulari, camp en el qual són més visibles. L'expressió nova pot conviure amb una d'equivalent en la llengua d'arribada, la pot reemplaçar o bé crear una nova construcció per a cobrir un buit expressiu (cas de la més part de neologismes, que designen conceptes fins aleshores inexistents).
Aquests anglicismes, que ho són tan sols pel significat, no per la forma són per exemple: administració ('govern'), apartament ('pis petit'), cercle ('sector'), creuer ('viatge en vaixell'), depressió (econòmica o anímica), estel ('artista o esportista que excel·leix'), excèntric ('extravagant'), firma ('empresa'), inflació (econòmica), interferència ('ingerència'), model ('persona que fa de maniquí'), serial ('història de molts de capítols a la ràdio o de televisió'), canal (cadena televisió)...
Alguns derivats catalans (per prefix o per sufix) s'han format per còpia de l'anglès: antiaeri, antisocial, autodeterminació, coproducció, descolonització, hipertensió, interurbà, microsolc, postguerra,
prematrimonial, reactivar, superpotència...; molts de verbs derivats en –itzar: canalitzar, centralitzar, dramatitzar... ; d'altres acabats en –ificar: desqualificar, humidificar, verificar... verbs en –ar de substantius en –ió que ja corresponen a un verb català etimològic: fusionar (de fusió, per fondre), pressionar (de pressió, per prémer), promocionar (de promoció, per promoure).
Són abundants també els mots composts o les locucions calcades de l'anglès: cançó protesta, ca guardià, ciutat jardí, hora punta, gas ciutat, any llum, aire condicionat, guerra freda, taula rodona ('debat en què intervé un grup de persones'), conferència de premsa, àrea de servei, fora de joc, lluna de mel, jutge de pau, ordre del dia, lliure pensador, donar llum verd, prendre en compte...
Hi ha llatinismes que, essent-ho en origen, ens han arribat impulsats per l'anglès: aquàrium, auditòrium, quòrum, referèndum, etc. A més a més, per l'anglès han arribat a les llengües europees mots d'altres llengües, d'Àsia, d'Amèrica, d'Austràlia, amb les quals la cultura anglesa, per la colonització, ha estat en contacte: xampú, bungalou, gimcana... (de l'hindi); jute (del bengalí) ; curri, catamarà (del tàmil) ; quètxup, pidgin... (del xinès) ; tè, gong (d'una llengua malàisia) ; caribú, tobogan, tòtem, mocassí, iglú... (de llengües indígenes d'Amèrica del Nord) ; cangurú (d'una llengua indígena australiana). De l'escocès o scots ens ha arribat glamur.

## Un cas particular: els falsos amics
Un fals amic és un mot de dues llengües diferents que, tot i tenir una forma similar, té un significat. Després de la invasió normanda el 1066, l'anglèsha important molt vocabulari que prové del francès i del llatí, molt més que qualsevol llengua germànica. Se'n resultat que en anglès hi ha moltes paraules que s'assemblen al català en la forma, però no en el sentit. Tot i això entren com anglicismes en texts mal traduïts amb el sentit erroni. Uns exemples:
| anglès         | català                            | fals amic     | significat en català                                  |
| -------------- | --------------------------------- | ------------- | ----------------------------------------------------- |
| eventually     | fet i fet al capdevall, finalment | eventualment  | que tan bé pot ésser o esdevenir-se com no            |
| administration | govern                            | administració | acció d'administrar, regirs els afers, curar          |
| carpet         | moqueta, catifa                   | carpeta       | coberta, conjunt de fitxers                           |
| sensible       | sensata                           | sensible      | Capaç d’ésser percebut pels sentits, que és de doldre |
|                |                                   |               |                                                       |

En altres casos els mots en català i l'anglès s'assemblen, i la forma anglesa «sona» catalana, però la paraula correcta és lleugerament diferent:
| anglès      | anglicisme  | català                                                                              |
| ----------- | ----------- | ----------------------------------------------------------------------------------- |
| influential | influencial | influent                                                                            |
| vocational  | vocacional  | professional, laboral i també vocacional en el sentit religiós o inclinació natural |
|             |             |                                                                                     |

## Anglicismes útils i anglicismes innecessaris
Molts estrangerismes són fruit de la moda o tenen un caràcter esnob, per «recerca d'originalitat», dominació de l'anglès en empreses multinacionals i tot això pot contribuir a propagar manlleus innecessaris quan hi ha un equivalent en català totalment covenient. En altres casos, com ara productes o fenòmens científics nous, a mès dels procediments productius la llengua mitjançant sufixos, derivació, composició, l'anglès pot servir, com antany el llatí o el grec antic, per crear neologismes. Si els parlants opten per un anglicisme, un anglicisme catalanitzat o un mot de producció pròpia, depèn de molts factors. Segons els casos, les dues paraules coexisteixen, l'anglicisme s'imposa, més un menys catalanitzat, o la paraula de producció pròpia guanya. El mot original en anglès sovint sol tenir moltes significats en l'original, però l'anglicisme és molt més específic en el català. Així, bug significa xinxa, cuca, bestiola, virus, escarabat o micròfon amagat, mentrestant en català només se'l fa servir per a ‘error de programari’.
- Manlleus innecessaris

a) accounting: comptabilitat; advertising: propaganda, publicitat; ausforming: ausformació...; bargaining: negociació, regateig; brain storming, pluja d'idees; buckling: frunziment (DEM); càtering: servei d'àpats; crossbreeding: encreuament heterogeni; croos-linking: reticulació... ; happening: espectacle (improvisat) al carrer; hashing: aleatorització... ; lífting: estirament de pell; lísing o leasing: arrendament financer; looping: giravolt; mailing: publitramesa; enviament postal massiu, bustiejada prop. ; míting o meeting: reunió, aplec, trobada; pírcing o piercing: perforació, acció de posar-se joiells pel cos; planning: planificació; radiotrecking: seguiment per ràdio o radioseguiment; timing: temporització; vènding: autovenda (en màquines)...
- Manlleus en procés d'integració

a) austempering* (GEC2; sinònim complementari: tremp bainític), cracking* (GEC2), fàding..., màrqueting..., martempering* (GEC2, cast. martemple); pàrquing (GECs2; GEC: parking); rànquing (GECs2; GEC: ranking).... (RIERA 1992: 114-115, n. 87)
Pel que fa als termes anglesos en -ing, hi ha manlleus adoptats en català mitjançant els sufixos -atge i -ció (que indiquen, sovint, ‘operació tècnica’), o adaptats mitjançant una altra terminació:
- 1) -ing > -atge, indicant, sovint, ‘operació tècnica’: — angl. banding stain cat. colorant de bandatge (DEM); angl. blocking (<to block ‘obstruir, tancar, blocar’) cat. blocatge (DEM); angl. cloning cat. clonatge (TERMCAT, DLC3; fr. clonage, cast. clonació); angl. composting cat. compostatge (GEC2, cast. compostaje); angl. doping (<to dop ‘tractar amb estupefaents', ‘drogar’) cat. drogatge, dopatge (també és admesa la forma dòping); angl. drying: assecatge; angl. labelling: marcatge (DEM); mapping: mapatge (DEM); angl. mapping cat. mapatge (DEM); angl. molding cat. modelatge (DEM); angl. monitoring (de monitor < ll. monitor -oris < ll. moneo ‘advertir, avisar’) cat. monitoratge, vigilància contínua; cast. monitorización, fr. monitorage (GEC2, DEM, si bé tothom diu monitorització, calcat de l'espanyol monitorización, la proposta del Termcat al DNeol entrada núm. 497 és monitoratge, en consonància amb l'anglès monitoring, el francès monitorage i l'italià monitoraggio); angl. packing cat. embalatge; angl. scanning cat. escombratge (TERMCAT; GECs2), escanerització (diversos autors), escandall (MARQUET 1993, DInf), escandallatge (DECLC) (originàriament, ‘comptatge, inventari’), escansió (RIERA 1998) (*escaneig TERMCAT, GDLC, d'ús general és un calc de l'espanyol; escanatge, usat per algun especialista, escaneratge, forma que es pot derivar de la proposta del DUVC), escandiment (MARQUET 1993); angl. screening cat. crivellatge, *cribatge (DEM), *cribratge (Termcat) o examen sistemàtic; angl. sifting cat. tamisatge.

- 2) -ing -ció: — angl. ausforming cat. ausformació (proposta del TERMCAT, cast. ausformación); angl. electroforming cat. electroformació; angl. scanning (de to scan ‘examinar, explorar, escandir’) escombratge (TERMCAT; GECs2), escanerització (diversos autors), escandall (MARQUET 1993, DInf), escandallatge (DECLC) (originàriament, ‘recompte, inventari’), escansió (RIERA 1998) (*escaneig TERMCAT, GDLC, d'ús general és un calc de l'espanyol; escanatge, usat per algun especialista, escaneratge, forma que es pot derivar de la proposta del DUVC), escandiment (MARQUET 1993).

3) Altres terminacions: angl. teleprocessing cat. teleprocés (DI) (RIERA 1998: 218-219)
Riera (1998: 211 i 213) també assumeix que n'hi ha que mantenen la forma anglesa a l'espera de ser adaptats (com ara dumping); l'adaptació posterior pot passar per la grafia a la catalana (màrqueting, pàrquing, càmping, lífting, píling), per trobar una solució similar amb els sufixos -atg o -ció (driblatge, dopatge) o alguna altra (cracking > cracatge o *craqueig.
Una llista il·lustrativa i no-exhaustiva de casos de traducció/adaptació de la terminació -ing al català seria: blocking/blocatge, composting/compostatge, dribbling/driblatge (verb: driblar), fixing/fixatge (verb: fixar), forfaiting/forfetatge [economia] (proposició del Termcat), hosting o hostalatge [informàtica], housing/albergatge (verb: albergar), lumining/alumenatge [tèxtil], mapping/mapatge (verb: mapar), monitoring/monitoratge, peeling/decapatge (verb: decapar), piloting/pilotatge, recycling/reciclatge (verb: reciclar, screening/cribatge [epidemiologia], screening/triatge [genètica] (verb: triar), smoking/fumatge [alimentació], ausforming/ausformació, cloning/clonatge o clonació (verb: clonar), editing/editatge o edició o modificació (en funció del significat), electroforming/electroformació, formatting/formatatge o formatació, refining/refinatge o refinació, austempering/tremp bainític, centering/teoria del centre [lingüística], clapping/repic [ciències de la salut] (DEM), faulting/joc d'una falla [geologia] (DGeol), forking/difluència [geologia] (DGeol), leasing/arrendament financer [economia] (DNeol) o (de) lloguer (vehicle…), mailing/bustiada o bustiatge (DNeol) (En el sentit de ‘repartir massivament per bústies', corresponent a l'espanyol buzoneo. Bartomeu Navarro proposa repartiment bústia a bústia, però la proposta oficial (DNeol) és publitramesa. El substantiu bustiada permet obtenir el verb bustiar (porta a porta), overbooking/sobrereservació [turisme] (DNeol, processing/procés o procediment, radiotracking/radioseguiment o seguiment per ràdio, ràfting o *barrànquing (fals anglicisme)/barranquisme, davallada de barrancs o en aigües vives, bàlconing (fals anglicisme)/salt de balcó, running o *footing (fals anglicisme)/cursa (a peu) o peonada (peonar vol dir ‘anar a peu’ i, especialment, ‘un moixó, caminar’. La forma footing no és anglesa: es tracta d'un pseudoanglicisme creat pel francès), pònting (fals anglicisme)/salt de pont, salt amb elàstic, ràfting/descens en rai, trekking/tresc o trescatge (verb: trescar), *camping/càmping (DNeol) o acampada, acampament, marketing/màrqueting o marxandatge (la forma més o menys espontània mercatge, en consonància amb la solució d'altres llengües més d'acord amb el geni propi: cas. mercadeo, solució popular que competeix no tan sols amb l'anglicisme marketing sinó també amb altres solucions creades expressament, com ara técnicas de mercado o mercadotecnia; fr. mercatique), travelling/tràveling (DNeol), zaping/zàping (DNeol)
També -ing s'usa en català modern, murriesc o argòtic, com pràcticament un sufix: esmòrzing, pàrling, pènging, pènquing, xèrring, etc.

## Mots amb sufix -al anglès
En català trobem alguns mots en -al (sobretot en els llenguatges d'especialitat), que sembla que s'han creat per calc de l'anglès:
- FORMA INCORRECTA O DUBTOSA / FORMA CORRECTA O RECOMANADA

- arquitectural (cf. fr. i rar en it.) / arquitectònic (cf. cas., it.)
- ascensional / ascendent
- atencional / de l'atenció
- autoral / de l'autor
- comunicacional / comunicatiu
- computacional / informàtic, de la informàtica
- consociacional / consociatiu
- conversacional conversatiu o de la conversa
- criterial / de(l) criteri
- definicional / de la definició
- departamental / del departament
- derivacional / derivatiu
- diccionarial / lexicogràfic
- disposicional / dispositiu, de la disposició
- educacional / educatiu; formatiu, d'ensenyament
- elaboracional / de l'elaboració
- experiencial / de l'experiència / lligat a l'experiència
- formacional / formatiu
- fundacional / de la fundació
- grupal / del grup
- influencial / influent adj.
- informacional / de la informació, informatiu
- intencional / de la intenció
- interaccional / interactiu
- mostral / de la mostra
- motivacional / de motivació
- notacional / notatiu, de la notació
- nutricional / nutritiu, de la nutrició (Segons el GDLC, nutricional sols equival a nutritiu amb el significat de ‘relatiu a la nutrició’, però no es pot usar amb el seny ‘que nodreix’)
- objectal / de l'objecte
- observacional / de l'observació, observatiu
- opcional / optatiu (castellanisme)
- organitzacional / organitzatiu
- poblacional / de la població
- presentacional / de presentació
- previsional / previsori
- procedimental / del procediment
- provisional / provisori
- quantificacional / quantificatiu
- redaccional / de redacció
- satel·lital / satel·litari
- seleccional / selectiu
- torsional / de la torsió
- vacacional / de les vacacions (síndrome postvacances Termcat / síndrome postvacacional, calc del castellà)
- vibracional / vibratiu

## Llista d'anglicismes semàntics o calcs semàntics de l'anglès
Són generalment usos abusius, que aporten més confusió que claredat, si bé alguns enriqueixen la llengua. Solen ser compartits amb l'espanyol (i el seu spanglish) i les altres llengües llatines i europees.
- Abrupte. Sobtat, precipitat, brusc.

- Absolutament! (absolutely). Exactament! I tant! (Ex. Absolutely not!: De cap manera! Gens ni mica!).

- Abús (abuse). Maltractament; Injúria. (Ex. Persona víctima d'*abús (sexual) : Violència, agressió o maltractament(s) (sexual(s), viol. *abús sexual: agressió sexual.

- Abusar (to abuse). Maltractar; Injuriar. (Ex. Abusar (d') un infant : fer-li patir maltractaments sexuals. Abús vol dir: mal ús d'una cosa.

- Acadèmic. Universitari. Formació acadèmica: formació universitària. Diploma acadèmic: diploma universitari. Acadèmic vol dir que pertany a una acadèmia (Palmes acadèmiques) o convencional (estil acadèmic).

- Accent. (angl. stress) (posar " en, posar l'" en). Posar de-en relleu.

- Aconsellament (counselling, counseling). Assistència (psicològica, etc.); ajuda; teràpia; orientació (familiar, etc.)

- Acostament (approach). Manera d'abordar un problema, un tema.

- Activista. Militant, a.

- Addicció. Dependència (a drogues), toxicomania, intoxicació.

- Addicte. Drogodependent, drogat, intoxicat, dependent, agafat, aferrat. Addicte vol dir dedicat, molt inclinat a servir o afavorir qualque persona, idea, institució.

- Administració. Govern, presidència (dels Estats Units). Administració vol dir: totalitat dels serveis d'un Estat.

- Adoptar. Aprovar per un vot. Acceptar.

- Adult. Eròtic, pornogràfic, destinat a un « public advertit ». Adult vol dir que ha atès el ple desenvolupament (físic, psíquic, social), responsable.

- Afroamericà (Afro-American). Negre. Per a respectar el bon pensament oficial, el mot « negre », considerat com un insult, és bandejat. Sovint fins i tot hom sent o llegeix el terme « black », que significa... negre. El vocable black sembla provenir d'una rel anglo-saxona *blk que vol dir cremar. S'acosta del llatí flagare, del grec φλέγω (phlégô) « inflamar, aflamar, ablamar», « cremar ». Aquesta arrel també designa el residu de la combustió i també la tinta. Parlar dels negres ha esdevingut un subjecte ardent.

- Agenda. Calendari, ordre del dia, programa; fig. pla d'acció. Agenda vol dir : quadernet o hom anota les coses a fer.

- Agència. Organització, organisme, ens.

- Agnòstic. Que no s'aplica pas a un sol sistema, que és adaptable, que és aplicable a diversos sistemes. Agnòstic vol dir: persona per a qui Déu o l'Absolut són inconeixibles.

- Agressiu. Vol dir Violent, hostil, amenaçant, que agredeix, que ataca, que provoca fàcilment'. En fig. no significa 'emprenedor, combatiu, dinàmic, audaciós, amb iniciativa, incisiu, intens, ofensiu, colpidor, vigorós (en economia, esports).

- Aire condicionat (anglès "air conditionning"). Condicionador d'aire, climatitzador d'aire; condicionament d(e l)'aire, climatització d(e l)'aire (és un mal calc de l'anglès, per confusió entre el correcte "air conditioning", lit. 'condicionament d'aire' i un suposat *"air conditionated", lit. 'condicionat per (l')aire', que en realitat seria air conditioned, però aquest s'empra tan sols amb la valor adjectival: 'amb aire condicionat').

- Àlbum. Disc o CD que reuneix diversos títols. Galeria (de fotos) INFORM. Àlbum vol dir: recull en forma de quadern, que serveix a conservar imatges o fotos. Entre els romans un album era una paret emblanquida amb calç en la qual hom inscrivia els edictes dels magistrats. Ve de l'adj. albus : blanc.

- Alquímia (alchemy). Atracció, afinitats, avinença, bona química, bona concordança (Ex. Química entre dues persones). Alquímia vol dir: procediment esotèric de transformació de la pedra vil (= hom mateix) en or espiritual.

- Alternatiu (alternate). De recanvi, de substitució, en reemplaçament, reemplaçant; no-oficial, paral·lel (ex. Premsa *alternativa). Alternatiu vol dir que: presente una alternança, que va ara d'un costat adés de l'altre (ex. Corrent alternatiu)

- Alternativa. (Altra) possibilitat, solució; ocasió, avinença, saó, escaiença; solució de recanvi, de substitució (ex. La Stevia és una *alternativa al sucre). Alternativa vol dir alternança de dues possibilitats.

- Ample (large). Enorme.

- Anticipar. Preveure.

- Any llum. Any de llum.

- Aplicació. Programa o programari; postulació, candidatura; formulari (application form). Aplicació vol dir: fet d'aplicar (posar una cosa damunt una altra en tal manera que s'hi adhereixi), fet d'actuar damunt qualcú o qualque cosa; posar en pràctica; diligència i assiduïtat a un estudi o treball.

- Aplicar. Postular, ser candidat. Aplicar vol dir: posar una cosa damunt una altra en tal manera que s'hi adhereixi, Fer actuar damunt qualcú o qualque cosa; posar en pràctica; aplicar-se: ser diligent i assidu a un estudi o treball.

- Apreciable no vol dir Considerable, important, perceptible, notable, considerable.

- Apreciar no vol dir observar, veure, apercebre ni Regraciar, agrair, saber grat.

- Aproximació (approach). Manera d'abordar un problema, un tema.

- Àrea. Regió, camp, zona, sector.

- Arruïnar no vol dir danyar, espatllar, fer malbé, deteriorar, maltractar.

- Artefacte (artefact: objecte). Giny; bomba artesanal. Artefacte s'admet com a objecte produït pel treball de l'ésser humà, normalment de mida grossa i fet d'una manera rudimentària, però amb una certa complexitat.; en biologia, alteració produïda en les preparacions microscòpiques a causa dels processos preparatoris previs a l'observació.

- As. En esports.

- Ascendent o Ascendència. Predominació moral, influència.

- Assistència no vol dir el públic o els participants.

- Assistent. Ajudant, auxiliar, substitut. Participant.

- Atractivitat (attractivity). Atracció, atraïment, encant, interès, seducció, poder d'atreure. Atractivitat vol dir: que atreu, que suscita interès.

- Audiència. Públic, assistència, auditori (Totalitat dels assistents a un discurs, conferència, audició, concert, emissió de tele o ràdio…).

- Autoescola. Escola de conducció.

- Balanç. Saldo.

- Banda. Grup (de música).

- Bandejat (banished). Exclòs, radiat, rebutjat, rejectat, dejectat (ex. *Bandejat dels fòrums d'Internet). Bandejar vol dir excloure d'una societat, d'un Estat, d'un organisme(Ex. Aquest criminal ha estat bandejat de la societat). v. bandejat

- Bànner, bàner (banner). Tira, llenca publicitària (a les pàgines d'Internet. fr. bandeau publicitaire, cas. tira publicitaria). De la família del mot anglès banner tenim bandera (pavelló, estendard).

- Basar(-se) en. Fundar(-se) en, fonamentar(-se) en.

- Basat en. No és correcte per a dir Amb seu a tal lloc, instal·lat, situat o siti, sítia a; ni Inspirat en; ni Fundat en

- Base. De base: Futbol base: Futbol de base, Camp base: de Camp de base, campament de base, campament mare.

- Bàsic. Fonamental, de base, elemental. Bàsic vol dir (en química) : que comprèn una base (Ex. La calç és bàsica). També hi ha Basal: Membrana basal.

- Bàsicament. Sobretot, fonamentalment, principalment, més que més.

- Bíblia. Document d'informacions, document de feina que conté la llista de personatges d'un fulletó (és vocabulari de la televisió) Bíblia vol dir: llibre sant dels cristians.

- Bipolar. Maniacodepressiu. Bipolar: que presenta dos pols (Ex. Un aimant bipolar).

- Bistec (ang. beef-steak). Llonza (tallada de carn adherida a una falsa costella); filet (tall prim de carn o peix, sense os o espina, situat entre els ronyons i les costelles; tros del llom del bou, de la vedella, etc., que no té ossos ni tendons).

- Botó (button INF.). Imatgeta INFOR (dibuixet estilitzat en el qual es « prem» amb el ratolí o el dit per a llançar un programa, per a obrir una finestra). Botó vol dir: borró d'una flor no-desclosa (botó de rosa); Peça petita de metall, d'os, de nacra, de fusta... que serveix a tancar un vestit; Polsador (cf. it. pulsante), ço és òrgan de comandament d'un circuit elèctric (botó de l'interruptor) o mecanisme (botó del ratolí, el botó del comandament a distància), etc.

- Cadena. Agrupació d'establiments.

- Campus. recinte universitari; universitat.

- Capacitació. Formació, empoderament.

- Capacitar(-se). Formar(-se), empoderar-se.

- Canal. Cadena (televisió).

- Càsting. Audició ; repartiment (Totalitat de les persones d'un peça de teatre o film)

- Casual. significa "que té lloc per atzar, o per casualitat", fortuït, accidental, ocasional, sense ser previst o esperat, sense causa coneguda. No significa informal, relaxat (esp. la vestimenta), ni irregular, temporari, impermanent. No hem de dir "anar amb roba casual" (casual dressing) sinó "anar amb roba de cada dia". També és "ocasional" (que té lloc de tant en tant).

- Catalunya Ràdio. Ràdio (de) Catalunya.

- Caucàsic (caucasian). De raça blanca, de tipus « europeu » (adj. sobretot emprat als Estats Units, terme políticament correcte). Vol dir: eixit del Caucas, relatiu al Caucas.

- Centre. Palau, Casal (ex. Palau de congressos i no *centre de congressos. ang. Convention centre).

- CEO (sigla de Chief Executive Officer, o els calcs: director/president executiu o principal oficial executiu o executiu en cap). Director general, president-director general, conseller delegat.

- Cereals (cereal). Esmorzar de flocs de civada, de pètals de blat d'Índia, cereals... + sucre, xocolata, mel, etc. Cereals vol dir: plantes cultivades, principalment per llurs llavors, que s'utilitzen en l'alimentació de l'Home i dels animals.

- Certificat (certificated). Oficial, autoritzat. (Ex. « Només compreu productes *certificats Microsoft »). Certificat: que té un certificat d'autenti(fi)cació (Ex. Un document certificat conforme a l'original; Un professor certificat (que posseeix un certificat d'aptitud).

- Chips (US (potato) chips. lit. esclats, flocs o encenalls). Patates fregides (o frites) cruixents.

- Cicle. Sèrie o totalitat.

- Ciència-ficció. Anticipació (romanç o film d').

- Clarament (ang. clearly) no vol dir Evidentment, manifestament, palesament, sinó « d'una manera clara, distinta » i « d'una manera intel·ligible ; sens equívoc.

- Clic (click). Premuda o pitjada (en) un « *botó » d'un ratolí o a la pantalla per a llançar un programa, obrir una finestra, un menú… Clic vol dir: soroll metàl·lic. (DCVB Clec: Espècie de botó compost de dues peces que es tanquen ficant-se la part convexa d'una dins la part còncava de l'altra).

- Clicar, fer clic (to click). Prémer/pitjar/polsar (en) un « *botó » d'un ratolí o a la pantalla per a llançar un programa, obrir una finestra, un menú…

- Clima. Ambient

- Clínic. Mèdic ("examen clínic": examen mèdic) (ang. clinical: relacionat amb o basat en el treball fet amb pacients reals, o relacionat amb el tractament mèdic que es dona als pacients en els hospitals, clíniques, etc.)

- Coach. Entrenador; preparador (físic); repetidor.

- Codi. (aplec d')instruccions informàtiques; (aplec de) convencions. *Codi vestimentari (vestimenta). Codi vol dir aplec de lleis (Codi penal), reglament, aplec de regles (codi d'honor), sistema de signes (codi postal).

- Col·loquial (?). De cada dia, normal, planer, vulgar.

- Compactar (to compact). Condensar, reduir.

- Compacte. Condensat, reduït, de dimensió petita. Compacte vol dir : que comprèn diversos elements serrats (Ex. Una gernació compacta. Massa compacta).

- Companyia. Empresa (abús del terme, que no és pròpiament un anglicisme)

- Compilació. Antologia, crestomatia, recull, reagrupament, reunió. Compilació vol dir reunió, de tipus plagi, de documents diversos per tal de fer-ne un sol document. Aquesta tesi és una compilació de documents prèviament publicats sobre el tema. Del llatií compilatio (verb cum-pilare) : acció de pillar, lladrocini, plagi.

- Compilar (to compile). Dreçar una llista, aplegar, recensar, reunir. En informàtica compilar és traduir en "llenguatge de màquina" una sèrie d'instruccions.

- Completar : Acabar, terminar, finir, enllestir

- Complex. Centre (ex. centre tecnològic); Complex és un adjectiu i un terme psicològic

- Complicat (complicated). Difícil, problemàtic. Complicat vol dir: que inclou molts elements, difícils de copsar (Ex. Un dibuix complicat).

- Comprensiu (estudi, llibre…). Complet, exhaustiu.

- Comprensivitat. Integració.

- Concepte. Idea.

- Conductor. (de l'orquestra) : En català tenim el "director" o "mestre de música" (no el "conductor") que és qui "dirigeix" (no "condueix") l'orquestra. "bus conductor" és un fals amic anglès, perquè no vol dir "conductor del bus" sinó "cobrador". El conductor és el "bus driver". Conductor no vol pas dir tampoc Presentador (d'una emissió).

- Conduir. Dirigir. (V. Conductor)

- Conferència. Congrés. "conferència de premsa" : torn de premsa; grup ("Les dues *conferèncuies de la NBA").

- Confortable (comfortable). Agradable o fàcil d'utilitzar; còmode. Confortable vol dir: que contribueix a la comoditat, al benestar, on ens sentim bé (Ex. Un apartament còmode).

- Confrontació. Fricció o xoc armat

- Confrontar. Significa 'posar dues coses, una al costat de l'altra, per a comparar-les'. No significa 'fer front, afrontar, enfrontar, encarar-se a', malgrat que diem Confrontar amb o Afrontar amb (tenir límit un territori amb un altre).

- Confusioner o confusionista (confusing). Confús, confusionari, confusor (en ciències). Confondre vol dir: Torbar, desconcertar, desbaratar, reduint a la impotència (entre altres sentits).

- *Conjunt m. Grup (de música).

- Connexió (connection). Lligam, enllaç, vincle, acostament, relació, report. Connexió vol dir: lligam estret entre coses de la mateixa espècie (lligam físic, lligam elèctric).

- Considerar no vol dir posar atenció; tenir en compte (per a obrar), prendre en consideració. És actualment un anglicisme si bé aquest ús existia antigament.

- Consistent/Consistència. No vol pas dir Persistent, constant, coherent, conseqüent, regular, uniforme, tenaç, pertinaç, que no varia sinó allò em què consisteix quelcom; que té soliditat.

- Consultant. Assessor, conseller, qui dona consells, fa consultes. Consultant vol dir aquell que consulta un especialista, que demana una consulta, i no pas qui exerceix una consulta.

- Consumerisme. Consumisme.

- Consumerista. Consumista.

- Contactar amb. Entrar en contacte amb. Establir contacte, trucar, cridar, visitar.

- Contemplar. Significa 'esguardar atentament quelcom restant absort en la vista del que es mira', 'recrear-se la vista mirant alguna cosa'. No significa 'considerar, pensar atentament i en tots els aspectes, tenir en compte, examinar, tractar, preveure, incloure, establir, estipular o disposar (una llei, un decret, etc), proposar-se o meditar, perpensar, rumiar-ruminar (de fer) tal o tal cosa). És actualment un anglicisme si bé aquest ús existia antigament.

- Contingut (content). Article, fons, tenor. Contingut vol dir allò que és contingut en un continent o recipient; significat, significança, significació.

- Contrapart (counterpart). Homòleg. Contrapart vol dir enemic o aplec d'enemics, part adversa.

- Contributor. Redactor (d'una rubrica de diari), col·laborador, contribuïdor (a una obra col·lectiva).

- Control. (tele)comanda, (tele)comandament, comandament (a distància) (dispositiu que permet d'engegar, aturar, fer funcionar un aparell. Un post de control no és un *post de comanda). No vol dir pas domini, direcció o maneig; ni engegament, aturada, fet de fer funcionar (un aparell), ni Verificació, comprovació, revisió, supervisió, visura, seguiment, examen. En anglès Control designa també la regulació l'operació de manteniment d'una grandesa entre límits fixats.

- Controlar (to control). Verificar, comprovar, revisar, supervisar, visurar, seguir, examinar. No vol pas dir dominar, dirigir, mestrejar, senyorejar, manejar; ni engegar, aturar, fer funcionar (un aparell).

- Convenció. Assemblea, congrés, reunió. (Ex. Convenció demòcrata als EUA). Convenció vol dir conveni, acord conclòs entre persones, societats o Estats, que compromet jurídicament.

- Convencional. Significa 'establit per un acord'. No significa Clàssic, normal, reconegut, tradicional'. Convencional vol dir: que respon a una convenció o convinença, un acord.

- Convertible. Descapotable, desplegant, transformable. Convertible vol dir: que podem canviar o convertir (Ex. Diners en efectiu convertibles, monedes convertibles).

- Cookie. V. Galeta.

- Còpia. Exemplar (d'un document, d'un llibre…). Còpia vol dir reproducció fidel d'un original.

- Corporació. Significa 'grup organitzat o associació de persones' (corporació professional -d'advocats, de jutges, de metges, etc.- o corporació religiosa) i també 'organisme públic format per diversos membres' (corporació municipal, ajuntament). No significa empresa gran, empresa important, societat. cada volta que encenem l'ordinador, molts de nosaltres llegim allò de "Microsoft Corporation", però això no s'ha de traduir per "Corporació Microsoft" sinó per 'Empresa Microsoft'.

- Corporatiu. De l'empresa, empresarial. *Oficina corporativa: Seu social (anglès Corporate Office).

- Correcte (right, vol dir Correcte; just; bo). Bo/bon, -a (Ex. És l'any correcte el bon any per a guanyar la Champions). V. Equivocat

- Corrupte (corrupted). Alterat, espatllat (Ex. Arxiu o fitxer *corrupte, *dades corruptes). Corrompre no vol dir: alterar, danyar. Corrompre vol dir: afeblir, degradar, desnaturar, destruir, fer mudar d'estat (Ex. Un elegit corrupte).

- Cosmètic. Superficial, simbòlic, destinat a maquillar la realita (Ex. Mesures cosmètiques). Cosmètic vol dir: que concerneix la bellesa. Cosmètic ve de cosmos, en grec κόσμος (kosmos) : ordre, bon ordre ; ordre de l'univers, món, univers ; arranjament, endreç.

- Cougar. Don Joana, dona madura seductora. Cougar vol dir puma (felí americà).

- Crac (Crack). En esports.

- Crim. Significa 'delicte molt greu, molt important' (en llenguatge popular, és sinònim d'assassinat). No significa ni ha significat mai 'delicte' en general.

- Crucial. Decisiu, essencial, transcendental, important, indispensable, fantàstic, formidable. Crucial vol dir: en forma de creu (Ex. Incisió crucial); Crític (Ex. Moment crucial).

- Culte (cult) adj. Cèlebre, famós, marcant, renomemat (Ex. Una cançó culte; Una rèplica culte del film Terminator). Culte subst. vol dir: fet d'honorar une divinitat (Ex. El culte de la Verge Maria; El culte d'Inanna (Ishtar).

- Customitzar. Personalitzar, adaptar al(s) client(s).

- Data (date). Concert.

- Deceptiu (deceptive). Decebedor. Deceptiu vol dir: enganyador, enganyós, fal·laç (DIEC, però la GEC accepta el sentit - arcaic - de Decebedor).

- Dedicar. Consagrar. V. Dedicat

- Dedicat (dedicated). Assignat a, consagrat a, reservat a (Ex. Mariah Carey empra un assistent especialment dedicat a recuperar el seu xiclet mastegat; Una pàgina de Facebook dedicada al moviment té ara amb més d'un milió de subscriptors. Un lloc dedicat a les persones amb discapacitat. Una finestreta dedicada als professionals). Dedicar vol dir: consagrar a un déu, a una divinitat. L'arrel és *dev (déu, diví). Són antics en català els usos en el sentit d'Aplicar, emprar a un fi determinat; refl. Aplicar-se, posar la seva activitat.

- Definitivament (confusió entre ang. definitely i definitively). No significa en català Evidentment, certament, sens cap dubte, inconstestablement, indubtablement, molt nítidament, verament, com tampoc Decididament. Definitivament vol dir 'per sempre'.

- Dentició. Dentadura, la queixalada, les dents. La dentició o dentada és l'acte de formar-se i sortir naturalment les dents, en els infants i en els animals (Denture en anglès vol dir: dentadura artificial, pròtesi dental/dentària).

- Departament (department). Cadascuna de les parts o divisions d'un vehicle, d'un recipient, d'una oficina, d'un edifici, etc; secció; servei; ministeri. Un departament és una divisió administrativa del territori francès i altres països que correspon a la província espanyola.

- Deshonest. No vol dir faltat d'honradesa, fals, fraudulent, sinó impúdic, no conforme a la decència; oposat als bons costums i més particularment a la bona conducta sexual. V. Honest

- Detectar fig. Advertir, percebre, descobrir; ensumar, sentir, intuir.

- Detectiu (ang. Private detective). Investigador (privat).

- Devastat (devasted). Anorreat, trasbalsat, trencat, esfondrat, destruït. Devastar vol dir: destruir arrasant, deixant ruïnes com després del passatge d'un exèrcit, una tempesta...

- Digital. Numèric, Virtual. Mòbi, per a mòbil(s) (*web mòbil: lloc web per a mòbil(s)l. Digital vol dir: relatiu als dits (Ex. Empremtes digitals); que té la forma d'un dit (Ex. Cavitat digital). En anglès, un digit és una xifra. L'IEC accepta aquest ús.

- Digitalitzar. Numeritzar. L'IEC accepta aquest ús.

- Dinamitzar. Activar, (re)animar, estimular, promoure, (re)activar, (re)vitalitzar.

- Directions: instruccions (d'ús).

- Directori no vol dir índex, repertori.

- Disfuncional (dysfunctional). Amb problemes, problemàtic (Ex. Família disfuncional).

- Disponible. A la venda, que es pot adquirir, que s'ofereix. (Ex. Aquests programes informàtics i ja estan a la venda en totes les botigues especialitzades. (i no: aquests programes informàtics estan disponible a totes les botigues); Aquest element s'ofereix en quatre colors. (i no: aquest article està disponible en quatre colors); Aquesta formació en línia tan sols s'ofereix en francès. (i no: aquesta formació està disponible en línia tan sols en francès). Quan es tracta de coses, disponible significa el que es pot utilitzar, que és a la disposició d'algú. Podem parlar d'espai disponible (locals, habitatge, lloc, per exemple) o el temps disponible, o, en el camp financer, capital, fons, valors disponibles. (Ex: Enguany, la nostra casa no estarà disponible durant l'estiu; Tens cap lloc disponible per a la representació d'anit?; Algunes escoles tenen una suma disponible per a la renovació d'equipaments informàtics). Tanmateix, hom qualifica de disponibles els llibres que no s'han esgotat i que encara estan en les existències. (Ex. Aquí teniu el catàleg de llibres disponibles.; Aquest llibre, malauradament, ja no està disponible. (el que significa que ja no està en venda al mercat i, per tant, ja no es pot comprar).

- Doctor. Metge. Als EUA, rep el nom de « Doctor » qui té un títol universitari. Doctor vol dir persona que ha rebut el més alt grau universitari en una facultat (ant. Mestre de tal matèria), i sovint pejorativament, persona saberuda, que fa la sàvia.

- Domèstic. Significa 'relatiu o pertanyent a la casa en tant que és seu de la família' (Ex. violència domèstica: violència conjugal; Vol (aeri) domèstic: vol interior; Producció domèstica: producció nacional). No significa 'local', 'nacional' ni 'interior' (dins del país de què parlem). Cal explicar a les companyies aèries —i als periodistes també— que és impossible que hi haja vols domèstics, llevat que tinguem la casa plena de mosques. Domèstic vol dir: que pertany a la (pròpia) casa, al matrimoni, a la vida privada (Ex. Problemes domèstics).

- Dramàtic. Dràstic. Teatral. fig.

- Dràstic (drastic). Draconià, radical, enèrgic, rigorós, sever, atroç (Ex. Mesures dràstiques). Dràstic vol dir: purgatiu parlant d'un remei.

- Edició. Versió (Ex. Windows 10, 2a edició); modificació, canvi; posada en forma. Edició vol dir totalitat de llibres d'un mateix tiratge o llibre que formar part d'una tirada (Ex. una edició molt rara del Tirant); indústria i comerç del llibre; fet d'editar.

- Editar. Modificar, retocar, canvi, corregir; posar en forma; redactar, revisar (text); muntar (en cinema i televisió). En català només vol dir "Publicar per compte propi llibres o altres escrits" (ang. 'To publish'). To edit: muntar (en cinema i televisió)

- Editor. No vol dir Redactor (en cap), editorialista; revisor. En films l'ang. 'editor' és el muntador (qui fa el muntatge en cinema i televisió). L'editor català (el qui publica) és 'publisher'. Editor de textos: tractament/processament de texts.

- Editorial f. (ang. "editorial", del llatí "editor, editōris). Casa editora, casa d'edició.

- Educació. significa "bones maneres", igual que el castellà "educación". Per via del castellà ens ha entrat com a "ensenyament" o "escolar" adj. (tant en català com en castellà). "Education" és el mot anglès per a "ensenyament", "formació, estudis" o "instrucció". D'aquesta manera, erradament, es diu d'un ensenyant o professor, que és un "educador". En ang. educació (dels nens) és 'upbringing, manners'

- Educar. No viol dir Instruir, cultivar.

- Educatiu. Escolar

- Eficient, Eficiència. Eficaç, eficàcia; que té un bon rendiment, que funciona bé. Eficient vol dir: que produeix realment un efecte, o l'efecte esperat (Ex. Causa eficient (a propòsit de Déu) : causa creadora).

- Eligible (ang. eligible). Admissible, apte, indicat, possible, disponible, amb dret a; que pot ser connectat (Ex. Una línia eligible per a l'ADSL). Ésser eligible: tenir-hi dret. Eligible vol dir: que compleix totes les condicions per a presentar-se a una elecció, pot ésser elegit (amb vots).

- Eligibilitat (eligibility). Dret; connexió, endollament.

- Emblemàtic. Simbòlic, representatiu, típic, característic, considerable.

- Emergència. Urgència (estat d'"). En català Emergència és el fet d'emergir.

- Emfasi (angl. emphasy) (posar " en, posar l'" en). Posar de-en relleu.

- Emfatitzar/emfasitzar (angl. emphasise) (posar " en, posar l'" en). Posar de-en relleu.

- Emocional. Emotiu. Emocional és un tecnicisme.

- Empatia (empathy). Compassió, pietat, sentiment, simpatia (Ex. Aquest home no té empatia envers seus semblants). L'empatia és la capacitat psíquica per a identificar-se a l'altre del punt de vista emotiu i afectiu; hom el comprèn "de l'interior". Aquesta és una facultat important per a un actor o un psiquiatre.

- Empàtic. Càlid, cordial, amable. En aquest sentit l'adjectiu empàtic no existeix, podria voler dir "dotat d'empatia."

- En profunditat. Significa 'en un lloc profund'. No significa 'de manera minuciosa, detallada, detinguda'.

- (En)registrar-se (angl. registre). Inscriure's, fer-se membre.

- En viu. Forma part de l'expressió «menjar-se algú de viu en viu» que significa 'consumir-ne les forces, la salut, el patrimoni'. La locució 'en viu' no significa 'en directe' ni tampoc 'en persona'. El significat 'en directe' —anglicisme superflu— ha estat acceptat per l'Institut d'Estudis Catalans i ja l'arreplega el DIEC.

- Encontre. Significa 'acte i efecte d'encontrar o encontrar-se', és a dir, fa referència a persones, animals o coses que es mouen i que se'n troben d'altres que es mouen en sentit contrari. No significa pas gens 'aplec, reunió, trobada, xerrada o conversa de diverses persones al voltant d'una taula'.

- Equitable/equitatiu (castellanisme) (fair trade). Eixit d'un país no-industrialitzat, i que respon a certs criteris « bio » o ecològics (Ex. Comerç equitable, cafè equitable, productes equitables). Equitable vol dir: que té el sentit de l'equitat, de la justícia; que és conforme a l'equitat (Ex. Un jutjament/judici equitable).

- Equivocat, -ada (wrong, vol dir Incorrecte; injust; dolent). Mal, -a (Ex. El camí equivocat: El mal camí, el camí que no calia prendre). V. Correcte

- Espectacular. Aparatós.

- Estàndard (standard). Norma, regla, model.; normatiu adj.

- Ètnic. Exòtic (Ex. Vestits ètnics); racial (Ex. Conflictes ètnics, avalots ètnics). Ètnic vol dir: que pertany a una ètnia (Ex. Orígens ètnics). Magatzem *ètnic: magatzem de productes importats d'un país o continent particular, o diversos"

- Evidència. Significa 'qualitat d'evident'. Evident és allò que és perfectament clar a l'enteniment, que no deixa lloc a cap mena de dubte. Evidència no significa 'allò que serveix per a provar o establir la veritat d'una cosa'. Açò darrer, en la nostra llengua s'anomena 'prova', encara que en anglès en diuen 'evidence'.

- Excitant. Apassionant, entusiasmant, « súper », « genial ».

- Excitar. Apassionanr, entusiasmar, impacientar.

- Executiu no vol dir la direcció, el(s) dirigent(s), el directiu, administratiu, gerent, ni consell director o de direcció (d'una associació, d'un organisme professional, d'un sindicat); ni adj. administratiu, d'administració (en català ‘executiu’ pertany al camp de la política i l'administració pública i significa "relatiu a l'aplicació de les lleis" o designa l'òrgan amb el poder per a fer complir les decisions d'una assemblea legislativa o les lleis en un estat. Es parla així del poder executiu. Passa tanmateix, que aquest adjectiu s'utilitza incorrectament, sota la influència de l'anglès ‘executive’, amb el significat de "relatiu a la direcció, a l'administració"). *l'executiu (d'una empresa) : el consell de direcció; *el secretari executiu: el secretari de direcció; l'executiu: el quadre superior; *el vicepresident executiu: el vicepresident director; el *director o president executiu, el *principal oficial executiu (calcs de l'ang. CEO, sigla de Chief Executive Office) : el president-director general.

- Exercici. Any fiscal.

- Exhibició. Exposició, mostra o saló; espectacle (show); demostració (de força, de potència, de poder…)

- Exhibir-se. Exposar-se, mostrar-se; donar-se en espectacle; demostrar, fer veure (força, potència, poder…)

- Expertesa. Competència (fet de ser competent).

- Explícit. Xocant, cru, sexualment explícit (Ex. Escenes explícites: escenes obscenes, escenes pornogràfiques). Explícit vol dir: formulat de manera nítida, clara, precisa.

- Exposició (exposure). Aparició pública, presència mediàtica, cobertura mediàtica. Verbs: exposar, sobreexposar, sotaexposar. L'exposició és el fet d'exposar; també és una presentació d'obres d'art o la primera part d'una obra literària o musical.

- Factoria. Fàbrica; obrador, taller. Factoria vol dir Càrrec de factor; Lloc on treballa el factor; Establiment de comerç en país estranger o colonial.

- Falla (failure). Fiasco, fallida; fallada; defecte, defalt, vulnerabilitat (INFOR.). Falla vol dir falta; mancança o absència d'una cosa necessària o útil; mancament a una llei, obligació, pacte, costum, etc (= fallida); fractura de l'escorça terrestre al llarg de la qual s'ha produït un desplaçament relatiu dels dos blocs o compartiments en què és dividida la roca afectada.

- Fan (de 'fanatic'). Admirador; amant (de); seguidor.

- Fantàstic!. De primera! Genial!

- Fèrtil. Fecund, a. La fertilitat és la capacitat de crear, de reproduir-se.

- Fertilitat. Fecunditat. La fertilitat és la capacitat de crear, de reproduir-se.

- Fertilitzar. Fecundar.

- Festival. Festa, festivitat.

- Final (versió ~) no vol dir definitiva (una versió ~)

- Finalitzar. acabar, finir, terminar, enllestir, polir, concloure, posar la darrera mà a. Vegeu: Completar

- Firma. Empresa, casa comercial. En català és un quasi sinònim de 'signatura'.

- Fitxer (usat per semblança amb File). Arxiu, document. Fitxer vol dir aplec de fitxes.

- Fonamentals (fundamentals), adj. substantivat. Base, fonament, nocions de base, principis de base. Fonamental vol dir: que serveix de fonament, que concerneix el fons de quelcom, que en constitueix la base.

- Font (tipogràfica). Pòlissa de tipus, tipus de lletra.

- Format. Posada en forma (?) (en els tractaments de text). Fórmula (televisió). El format són les dimensions d'un llibre.

- Formatar (to format). Condicionar, manipular.

- Full de ruta (road map, carta de la carretera). Etapes a seguir, programa. Full de ruta vol dir: document que permet a un soldat de desplaçar-se, en general per a una missió donada.

- Futur. Esdevenidor, avenir; de demà. En una vista purament lineal del temps, el futur prolonga matemàticament i implacablement el present (rellotge dit digital). El futur, és ric de mil possibles, amb els seus eterns retorns; es tracta d'una visió més cíclica del temps (rellotge clàssic).

- Gai (argot americà), adj. i subst. invariable. Homo, homosexual. Gai vol dir alegre, festiu; que dona o expressa joia, alegria (Ex. Gai Saber o Gaia Ciència: la poesia, segons el llenguatge trobadoresc i dels jocs florals).

- Galeta. Bescuit INFORM (ang. cookie).

- Gènere (gender). Sexe, « sexe psíquic ». Gènere vol dir caràcter comú als éssers o coses; espècie, classe; sort, manera; mode, moda (= manera particular de vestir, d'obrar, etc), gust, estil; En gramàtica: masc., fem. i neutre. Etcètera.

- Generós. Abundant, gran, important, magnífic, superb. Generós, del llatí 'generosus' : que té la noblesa d'ànima. Ve de 'genus, generis' : origen, naixença, extracció; família, raça, nació ; gènere, etc.

- Genuí. Autèntic, propi, nostre, d'origen, veritable.

- Glamur (glamour) n. invariable. Encant, gràcia, elegància, sensualitat, seducció, atracció, atraïment, atractivitat, fascinació, esplendor, resplendor, esclat, excitació, prestigi, sumptuositat, bellesa. El mot glamur ara s'utilitza rutinàriament quan es tracta d'algú formós, enartador, seductor, amb una caire sensual i eròtic. Glamur ve del grec γράμμα, en llatí 'gramma' "mesura", després "lletra", que ha donat "gramàtica". A l'origen: estudis de màgia, llibre d'encanteris.da.

- glamur, *glamurós adj. Encantador, enartador, graciós, formós, agradabl, elegant, sensual, seductor, atractiu, atractívol, atraient, fascinant, esplendorós, resplendent, esclatant, enlluernador, excitant, prestigiós, sumptuós

- Global. Mundial, internacional, planetari, que concerneix la mundialització (en el sentit de: que concerneix el món). Global és correcte quan es considera una cosa en la seva totalitat, sense considerar els detalls: Previsió global, producció global, sistema global.

- Gòtic no vol dir macabre, de terror, horripilant.

- Graduació no volia dir diploma però ara les titulacions ara funcionen en "graus" i d'aquí "graduació" = llicència, diploma.

- Graduar(-se) no volia dir diplomar(-se), ser diplomat però ara les titulacions ara funcionen en "graus" i d'aquí "graduats" = llicenciats, diplomats (Graduar: dividir en graus, és en relació amb una escala o nivells: un termòmetre graduat amb intervals d'un grau, hom gradua un continent per a mesurar; es gradua el nivell de dificultat)

- Graduat, -ada. Diplomat, titulat (qui posseeix un títol professional).

- Gràfic(s). Grafismes.

- Gratificació no vol dir plaer o goig.

- Gratificant no vol dir fer plaer o goig.

- Gratificar no vol dir afalagar, complaure.

- Grau (degree). Títol, diploma.

- Gros (big). Ample, considerable, de pes, fort, gran, important, potent/puixant, etc. Paradoxalment, tota la gens que abans eren grossos o grassos, són ara « en sobrepès», « ponderalment desfavorits», o altres inèpcies inèpcies del políticament correcte.

- Grup (de música)

- Hàbit. Costum (parcial, puix que ja trobem aquest empre en català medieval).

- Handicap/Hàndicap. Discapacitat.

- Híbrid. Mixt. Híbrid concerneix els animals i llurs encreuaments o entremesclaments.

- Hilarant (hilarious). Divertit, còmic, risible. Hilarant vol dir "que provoca el riure".

- Homofòbic, Homòfob (homophobic), adj. i subst. Que rebutja l'homosexualitat, que no tolera pas els homosexuals.

- Homofòbia (homophobia). Rebuig de l'homosexualitat, intolerància envers l'homosexualitat.

- Honest. Significa 'conforme a la decència; no oposat als bons costums i més particularment a la bona conducta sexual'. No significa 'honrat'. Es diu que hom és honest només de cintura cap avall. De cintura cap amunt s'és honrat. En anglès per dir "honrat" i "honradament" diuen "honest" i "honestly", aquests dos darrers també signifiquen Sincer, franc i Sincerament o francament.

- Honestament. Honradament; sincerament, francament, amb sinceritat. V. Honest

- Icona (icon). Dibuixet estilitzat que representa un programa (informàtic); « ídol(a) », emblema, símbol, personatge famós, vedet; representant; model, referència. Una icona és una pintura religiosa de l'art religiós romà d'Orient, grec i eslau.

- Icònic. Simbòlic, representatiu, típic, característic, considerable.

- Identificar (un concepte, una idea; errors en un text). Determinar, definir; descobrir, revelar. Identificar vol dir determinar la natura d'un ésser, d'un objecte o la identitat d'una persona.

- Ignorar. Significa 'no saber (alguna cosa)'. No significa 'no tindre en compte, no fer cabal, no fer cas, no prestar atenció, no parar (es)ment, fer cas omís'; continuar igualment, passar per alt (INFOR.). Aquest sentit nou -totalment innecessari- ha estat acceptat per l'Institut d'Estudis Catalans i ja l'arreplega el DIEC. En català, no podem ignorar voluntàriament una cosa.

- Immersió. Fet de ser immergit en una atmosfera, un ambient estranger; Espionatge, infiltració. Immersió vol dir: fet d'ésser submergit, d'estar sota l'aigua. *Immersió (lingüística) : bany lingüístic

- Immersiu (immersive (camera). Embarcat, ada. Ex. càmera immersiva: càmera embarcada.

- Impactant. Xocant, colpidor, important.

- Impacte. Conseqüència, efecte, impressió, influència, repercussió. L'impacte és el xoc d'un projectil contra un objecte.

- Impactar. Afectar, tocar, influir, influenciar, tenir una incidència, tenir repercussions, implicar, emmenar, tenir com a resultat o conseqüències; noure; colpir.

- Improbable (improbable). Extraordinari, increïble, inimaginable, impossible, insòlit, inversemblant, impensable, o tot simplement sorprenent. Improbable vol dir poc probable, que no reposa en cap prove, d'on per extensió : dubtós, poc fiable.

- Impropietat. Inconveniència, incorrecció, falta al decòrum

- Inapropiat (inappropiate). Que no convé, xocant, poc o gens convenient, inescaient, inadmissible, incongru, inconvenient, indecent, inoportú, intempestiu, indecorós, revoltant, escabrós, escandalós. "Inapropiat" no existeix en català!

- Incident. Un fet.

- Incloent-hi, Inclús adv. (ang. included, including, inclusive, p. ex. "she took off everything, hat included"; "he hates everybody, including himself"; "an all-inclusive package when you go on vacation", "from June to September inclusive"). fins, fins i tot, fins... i tot, ... i tot.

- Inicialment. Al començament, al començ, a la primeria, de bon primer, en primer, tot primer.

- Iniciar. Emprendre, començar, encetar, engegar, llançar, instaurar. En català Iniciar sempre vol dir 'començar a aprendre, fer...'. INFOR. *iniciar sessió: entreu (al vostre compte), engegueu la vostra sessió

- Informal. Significa 'mancat de formalitat, que no té formalitat'. No significa 'que no actua, que no es comporta, que no és vist d'acord amb les regles socials en ús, sense formes cerimonioses'.

- Intel·ligència. Espionatge, informació, serveis secrets. La intel·ligència és la facultat de comprensió. Del llatí 'intelligo': collir, triar.

- Intel·ligent (intelligent). (Auto)daptable, apte a canviar, evolutiu, multiús, perfeccionat, i polivalent. Intel·ligent: apte a copsar les relacions entre les coses, apte a concebre i comprendre la realitat i organitzar-la. Aquesta és la més alta funció mental de l'Home.

- Intens (intense). Fort, gran, important, marcat, seriós, viu. És intens el que es manifesta amb una gran tensió, el que actua amb molta força, allò que sobrepassa la mesura.

- Intercepció. Interceptació.

- Invàlid, no vàlid (invalid). No vàlid. Contrasenya invàlida o contrasenya no vàlida: contrasenya no vàlida, errònia (en argot informàtic). Invàlid : mancat de força o de sanitat de moviments; que no es pot valer dels seus membres. Un invàlid de guerra. No vàlid; mancat de força legal. «Aquestes disposicions són invàlides».

- Investigar (quelcom). Investigar, enquestar sobre quelcom.

- Islamòfob, Islamofòbic (islamophobist), adj. i substantiu. Que rebutja l'Islam, que no tolera l'Islam.

- Islamofòbia (islamofòbia). Rebuig de l'Islam, intolerància envers l'Islam.

- Ítem (INFOR., llatinisme). Article, número, punt, rúbrica. En català vol dir: també, ultra això, a més, s'usa per a introduir cada article, capítol, etc., en una escriptura, en una enumeració.

- Just adv. Simplement, solament.

- Just (right). Bo (Ex. Ser al lloc just en el moment just: Ser al bon lloc al bon moment).

- Líder. Capdavanter, cabdell, capitost, principal dirigent, número u, patró, cap, cap de fila, guia, figura de proa, conductor, cavall de cap (curses hípiques).

- Llatí/llatinoamericà. Sud-americà, centreamericà, hispanoamericà.

- Llenguatge (language). Codificació, sistema (INFOR.). Llenguatge vol dir facultat d'articular sons coherents, de traçar signes o senyals comprensibles a fi de comunicar.

- Localitzar (ang. to locate). Retrobar; situar, determinar o trobar el lloc o els límits (amb un instrument o sondatge); saber les senyes (descobrir el lloc on es troba (una persona, una cosa).

- Localitzar, Localització (ang. to localize: "concentrate on a particular place or spot"). Concentrar-se, circumsciure's, limitar-se (a un lloc); Traduir, adaptar, Traducció, adaptació.

- Mànager. Director, gestionari, gerent, gestor, impresario.

- Màrqueting. Marxandatge.

- Màster. Especialització.

- Material (nom) : matèria, dades.

- Materialitzar(-se). No vol dir Esdevenir real, concretar, sinó Reduir a matèria.

- Maximitzar. Optimar.

- Mentalització. Conscienciació, presa de consciència.

- Mentalitzar(-se). Conscienciar(-se), (fer) prendre consciència.

- Minimalitzar, *minimitzar. Reduir (al mínim), apoquir.

- Mòbil(s) (*web mòbil: lloc web per a mòbil(s)

- Moció. Proposició parlamentària.

- Model. Maniquí (vivent).

- Natiu, nadiu (idioma o llengua) (native speaker/language). Matern(a), De llengua materna. En català Natiu o Nadiu vol dir que és originari de tal o tal lloc.

- Nivell (a  (de) fig. A escala (de).

- Nominar. Significa 'nomenar'. No significa 'designar com a candidat'.

- Nominat. Significa 'nomenat'. No significa 'candidat'.

- Òbviament. Evidentment.

- Ocurrència. Resultat (en informàtica); recurrència (repetició d'un element lingüístic en un enunciat o en un text; repetició d'una operació o d'un grup d'operacions un cert nombre ≠ ocurrència: esdeveniment que ocorre, que es presenta, circumstància).

- Opció. Tria; Possibilitat. plur. Paràmetres

- Operar (un comerç). Tenir, explotar, administrar.

- Operar (una màquina). Fer funcionar, manobrar.

- Oportunitat. Ocasió, avinentesa, escaiença, saó, punt, possibilitat, perspectiva.

- Orgànic. Directe, natural, estructural; intern; ecològic, biològic.

- Optimalitzar, optimitzar. Optimar, treure tot el partit, millorar, augmentar.

- Opuscle. Fullet, Desplegable (publicitari).

- Organització. Organisme, ens, corporació.

- Originar-se, Originar de. Provenir de, venir de, emanar de.

- Pamflet. Fullet, Desplegable (publicitari).

- Paradís fiscal (tax haven: badia fiscal). Refugi fiscal, niu fiscal. Prové d'una mala traducció de l'anglés tax haven i no tax heaven, on haven significa refugi, port, mentre que heaven vol dir cel en sentit espiritual, paradís.

- Part. Regió (d'un país o del món)

- Patró. (angl. pattern) Model, norma.

- Perfil: Fer perfil baix, adoptar un perfil baix (lowprofile). Romandre en l'ombra, esborrar-se, tractar de no fer-se notar, fer-se petit, temptar de passar desapercebut, estar quiet, fer-se oblidar.

- Planta. (angl. plant) : Fàbrica, central ('power plant' : central elèctrica)

- Perspectiva. Circumstància.

- Prejudici (sense  de). Sota reserva de. Sens perjudici de tal o tal cosa: sense que impliqui dany o menyspreu d'aquella cosa.

- Punter (pointer). Busca, fletxa/sageta, cursor.

- Política (angl. policy). Condicions (d'un contracte). "Política de privacitat" (Normes de confidencialitat) (v. termes).

- Potenciar (angl. to potentiate). Augmentar, acréixer l'acció individual o efectivitat de dos medicaments administrant-los en combinació l'un amb l'altre); enfortir, reforçar, fer més fort, envigorir, vigoritzar.

- Practicar. Exercitar(-se). Practicar vol dir Exercir.

- Pràcticament (practically) No vol dir Completament, totalment o exactament sinó De manera pràctica.

- Prejudici (sense  de). Sota reserva de. Sens perjudici de tal o tal cosa: sense que impliqui dany o menyspreu d'aquella cosa.

- Primerenc, a (early). De jove(nesa), primer, a, primers, -eres (Ex. early years: primers anys, prima edat, infància, (prima) jovenesa, (anys de) joventut). Primitiu, de la primeria; Antic, de l'antiquitat. Early correspon a Primerenc sols per la fruita i verdura! Primerenc vol dir que ve, neix, madura, actua abans del temps ordinari (Ex. fruita).

- Primitiu. Incivilitzat, salvatge.

- Prioritari. Preferent.

- Privacitat. Privadesa, vida privada, intimitat, confidencialitat, secret.

- Profitable. Rendible; útil.

- Programa (Show). Emissió (de televisió o ràdio).

- Prospectar. Examinar o explorar una regió en cerca d'or o altres minerals i per ext. analitzar i estudiar una situació, un tema, etc., amb la finalitat de preparar una activitat.

- Prova. Demostració.

- Publicador (Publisher). Editor (Persona que regeix una editorial o una empresa de diaris).

- Qualificat. Competent (que té competència, capacitats)

- Qüestionar, *posar en qüestió. Posar en dubte, contestar, discutir, dubtar de (per ex. una teoria).

- Realitzar. Prendre consciència, adonar-se, apercebre's (a)talaiar-se, avisar-se.

- Recital. Concert.

- Rehabilitar. Desintoxicar (de drogues); Reintegrar socialment. Reeducar, readaptar.

- Rehabilitació. Desintoxicació (de drogues); Reintegració social. Reeducació, readaptació.

- Reinserció. Reintegració.

- Reinserir. Reintegrar.

- Rellevància, rellevança (no DIEC). Pertinència, interès, utilitat

- Rellevant. Pertinent, notable.

- Removible (removable). Amovible (‘que es pot treure i posar’), extraïble.

- Reportar no vol dir assenyalar, denunciar, notificar.

- Resolució. Definició (d'una pantalla, en tecnologia).

- Revival. Revifalla.

- Rutina no vol dir programa (~ fet pel meu entrenador) o ritual.

- Santuari. Significa 'lloc sagrat, església o capella a on es venera la imatge o relíquia d'un sant i que ha esdevingut centre de devoció i pelegrinatge'. No significa 'lloc on hom es pot amagar impunement de la justícia' ni 'refugi, reserva, asil, temple, receptacle' o lloc salvaguardat. (Sagrar m., sagrat m., sagrera, sagrari: lloc de protecció, segur, on no hi ha perill, sobretot d'ésser agafat per la justícia. Ve del temps en què els malfactors podien refugiar-se dins les esglésies amb la seguretat que allà no serien presos).

- Sector fig. Segment, ram, gremi, confraria.

- Sensible. delicat, controversat (tema); sensitiu.

- Sensitiu. Sensible.

- Set. Plató.

- Sever. Significa 'no gens indulgent amb les faltes, les febleses' i també 'estricte, rígid, en l'observança d'una llei, d'un precepte, d'una regla'. No significa 'greu, molt important, perillós, difícil de superar o de resoldre'. No hi ha malalties *severes ni perills *severs ni problemes *severs, hi ha malalties greus, perills importants i problemes difícils de resoldre.

- Sexe (tenir "). Relacions sexuals/físiques (tenir "), amor (fer l'"). Escena de *sexe : escena eròtica, escena pornogràfica. *Sexe prenupcial: tenir relacions abans del casament. *Res de *sexe: cap al·lusió sexual. *Sexe oral: fel·lació o cunnilingus, pràctiques orals o bucogenitals. *Sexe anal: sodomia. Une pausa *sexe: una pausa eròtica, amorosa, fer un clau. Viure sense *sexe ? : viure sense dona/home, viure sense fer l'amor. "Els jugadors, sense *sexe abans de les partides" : Els jugadors, sense relacions sexuals abans de les partides.

- Significatiu. Considerable.

- Similaritat (ang. similarity). Similitud, semblança.

- Sistema. Xarxa, conjunt. (Ex. INFOR. sistema (operatiu)

- Snif! (sniff, de to sniff, ensumar). Sum! (soroll d'ensumar)

- Sofisticar. Sempre ha significat 'adulterar, falsificar amb sofismes o procediments enganyosos; fer semblar allò que no és' i no pas 'aportar avenços notables (a una cosa o a una disciplina), millorar-la, perfeccionar-la, refinar-la' (segona accepció de l'entrada 'sofisticar' del DIEC).

- Sofisticat. No vol dir estrany, enginyós, artificial, però refinat, elaborat. Vol dir Faltat de naturalitat, afectadament refinat.

- Spillover effect. Sobreeiximent (externalitats que es produeixen quan la producció o el consum d'un bé afecten consumidors o empreses que no participen en la seva compra ni en la seva venda, i quan aquests efectes no es reflecteixen en els preus de mercat).

- Suport (al client). Compatibilitat. (Centre d') Assistència (tècnica) o presa en càrrega (INFOR., sobretot).

- Suportar. Ser compatible, acceptar INFORM.

- Susceptible. Enclí, propens a, que pot ésser influenciat o perjudicat per una cosa en particular (Ex. Pacients amb malaltia hepàtica poden ser susceptibles d'infecció); Que és capaç de (Ex. El problema no és susceptible d'una solució simple; Alumnes susceptibles d'admissió).

- Temperamental. Violent.

- Termes (angl. terms}). Condicions (d'ús), normes, estipulacions, condicions o modalitats (d'un contracte) (Ex. Les condicions d'un contracte, ang. terms and conditions). En termes de: pel que fa a, pertocant a, pel que pertoca a, tocant a.

- Terrible. Horrible, espantós.

- Test. Prova, assaig.

- Testar. Assajar, posar a prova (en català « testar » = « fer el testament »).

- Típicament (typically). Generalment, habitualment, en general, la major part del temps/de les vegades.

- Tiquet (ticket, del fr. 'étiquette'). Bitllet.

- Tràfic. Trànsit, circulació.

- Translacional. Aplicada (ex. Recerca biomèdica *translacional = biomedical translational research).

- últim (ultimate). Final.

- Ups! Ui, ai (exclamació de sorpresa, admiració, d'haver fet una bestiesa...).

- Velocitat punta. Velocitat de punta, com "hora de llum" per "*hora llum".

- Versàtil. (en català vol dir : inconstant, canviadís) : polivalent (ex. Un lector de mèdies polivalent).

- Viatjar a tal lloc (to travel to). Viatjar fins a, anar en viatge a.

- Videojocs (videogames). Jocs (de) vídeo.

- Wow! Ui, ai, Caram, carai (exclamació de sorpresa, admiració)

- Xàrter. Vol directe, per oposició a un vol que no és un vol regular (en avió).

- Xips. V. Chips

- Xou. Espectacle; sidral (muntar un ).

I un llarg etcètera.